# XIX. Zimske olimpijske igre – Salt Lake City 2002.
XIX. Zimske olimpijske igre - Salt Lake City 2002.
XIX. Zimske olimpijske igre su održane 2002. godine u Salt Lake City-ju, u SAD. Ostali gradovi kandidati za domaćina Igara su bili Quebec City, Sion, i Östersund.
U sjeni terorističkih napada 11. rujna 2001. godine, sigurnosne mjere su bile neobično stroge, što je umanjilo spontanost i opuštenost natjecatelja i gledatelja za vrijeme Igara.
U program Igara uključen je skeleton.
U natjecateljskom programu su se posebno istaknuli sljedeći pojedinci i momčadi:
- Biatlonac Ole Einar Bjørndalen iz Norveške je pobijedio u sve četiri muške discipline: 10 km, 12.5 km, 20 km, 4 x 7.5 štafeta.
- Simon Ammann iz Švicarske je pobijedio u obje discipline skijaških skokova.
- Skijašica Janica Kostelić zadivila je svijet s tri zlatne i jednom srebrnom medaljom. Bile su to ujedno prve zimske olimpijske medalje za njenu domovinu Hrvatsku u povijesti.
- Jedna od najinteresantnijih priča na Igrama dogodila se tijekom natjecanja u brzom klizanju, disciplina short track. Australski klizač Steven Bradbury, iako je osvojio brončanu medalju na Igrama u Lillehammeru 1994. u štafeti, ovdje nije bio u grupi favorita. Međutim u polufinalu se dogodilo da je tijekom utrke došlo do sudara i pada preostalih natjecatelja u njegovoj skupini, te je Bradbury iako daleko zaostao u prvom dijelu trke na taj način lagano došao do finala. U finalu je Bradbury opet već početkom utrke dosta zaostao i nije bio u igri za medalju kad se dogodilo čudo: ponovno je došlo do sudara i pada svih ostalih natjecatelja, te je sretni i spretni Bradbury na taj način došao do zlata!
- U hokeju na ledu su Kanađani pojačani profesionalcima konačno izliječili frustracije s prethodnih ZOI te nakon 50 godina konačno došli do zlata, pobijedivši u finalu SAD s 5:2. Isti su uspjeh ostvarile i djevojke, te je tako Kanada imala potpunu dominaciju u ovom športu na ovim Igrama.

## Hrvatska na ZOI u Salt Lake Cityju 2002.
Hrvatska je na ovim Igrama ostvarila svoj najuspješniji nastup u povijesti, jer su osvojene četiri medalje, od čega tri zlatne i jedna srebrna. Više o tom nastupu pogledajte u članku Hrvatska na ZOI 2002.

## Kontroverze oko Igara i za vrijeme Igara
- Neposredno prije samih Igara, određen broj članova MOO je bio razriješen dužnosti i članstva u MOO. Razlog su bile dokazane sumnje da je prilikom izbora došlo do nečasnog lobiranja pa i korupcije. Iako je izbor grada domaćina OI krajem 20-tog stoljeća već ranije postao predmetom brojnih pritužbi zbog načina izbora, otvorenog lobiranja pa i podmićivanja članova MOO, ovo je bio prvi slučaj da su optužbe dokazane, a krivci otpušteni s dužnosti. Nažalost, kako su Igre već bile pred početkom ipak su održane u Salt Lake Cityju, te gradovi kandidati koji su na prljav način ispali iz igre za domaćinstvo nisu nikad dobili satisfakciju osim moralne.
- Tijekom prvog tjedna natjecanja u umjetničkom klizanju dogodio se sudački skandal. Naknadnom provjerom ocjena odlučeno je da se ocjene koje je dao sudac iz Francuske paru iz Kanade brišu kao potpuno nerazumne, te je naknadno dodijeljena zlatna medalja kanadskom paru Jamie Salé/David Pelletier. Paru iz Rusije, koji je imao najbolji rezultat u prvotnom ocjenjivanju, dozvoljeno da zadrže svoje zlatne medalje, te su tako na kraju bila u toj disciplini dodijeljenja dva zlatna kompleta i jedan brončani.
- Nekoliko natjecatelja u brzom klizanju (disciplina short track) te skijaškom trčanju su bili diskvalificirani zbor različitih razloga, među kojima je bio i doping. Kako su među njima bila i dva ruska trkača, delegacija Rusije je u jednom trenutku zaprijetila i povlačenjem s Igara, ali se to na kraju ipak nije dogodilo.

## Popis športova
| - alpsko skijanje - biatlon - bob - brzo klizanje - brzo klizanje na kratkim stazama - curling |  | - hokej na ledu - nordijsko skijanje: - skijaško trčanje - nordijska kombinacija - skijaški skokovi |  | - sanjkanje - skeleton - slobodno skijanje - snowboard - umjetničko klizanje |

## Popis podjele medalja
(Medalje domaćina i Hrvatske posebno istaknute)
| Zimske olimpijske igre Salt Lake City 2002. |                  |       |        |        |        |
| Plasman                                     | Država           | Zlato | Srebro | Bronca | Ukupno |
| 1                                           | Norveška         | 13    | 5      | 7      | 25     |
| 2                                           | Njemačka         | 12    | 16     | 8      | 36     |
| 3                                           | SAD              | 10    | 13     | 11     | 34     |
| 4                                           | Kanada           | 7     | 3      | 7      | 17     |
| 5                                           | Ruska Federacija | 5     | 4      | 4      | 13     |
| 6                                           | Francuska        | 4     | 5      | 2      | 11     |
| 7                                           | Italija          | 4     | 4      | 5      | 13     |
| 8                                           | Finska           | 4     | 2      | 1      | 7      |
| 9                                           | Nizozemska       | 3     | 5      | 0      | 8      |
| 10                                          | Austrija         | 3     | 4      | 10     | 17     |
| 11                                          | Švicarska        | 3     | 2      | 6      | 11     |
| 12                                          | Hrvatska         | 3     | 1      | 0      | 4      |
| 13                                          | Kina             | 2     | 2      | 4      | 8      |
| 14                                          | Južna Koreja     | 2     | 2      | 0      | 4      |
| 15                                          | Australija       | 2     | 0      | 0      | 2      |
| 16                                          | Češka            | 1     | 2      | 0      | 3      |
| 17                                          | Estonija         | 1     | 1      | 1      | 3      |
| 18                                          | Velika Britanija | 1     | 0      | 1      | 2      |
| 19                                          | Švedska          | 0     | 2      | 5      | 7      |
| 20                                          | Bugarska         | 0     | 1      | 2      | 3      |
| 21                                          | Japan            | 0     | 1      | 1      | 2      |
| 21                                          | Poljska          | 0     | 1      | 1      | 2      |
| 23                                          | Bjelorusija      | 0     | 0      | 1      | 1      |
| 23                                          | Slovenija        | 0     | 0      | 1      | 1      |
|                                             |                  |       |        |        |        |
| Ukupno                                      | Ukupno           | 80    | 76     | 78     | 234    |